# Teoria jednej ceny
Prawo jednej ceny – teoria ekonomiczna zakładająca istnienie jednakowej ceny produktu na całym rynku w przypadku braku ograniczeń handlowych i kosztów transportu, i gdy rynek ten jest efektywny. W szczególności, jeśli istnieje handel zagraniczny, pojedynczym rynkiem jest cały świat.

## Przeszkody w działaniuPrawa jednej ceny
- Cła i inne ograniczenia w handlu
- Podatki cenotwórcze takie jak VAT mają różną wysokość w różnych krajach
- Rządy ingerują w gospodarkę przez dopłaty i subsydiowanie różnych dziedzin (rolnictwo w UE) oraz restrykcje lub zakazy produkowania niektórych produktów lub wykonywania pewnych usług.
- Rządy niektórych krajów sztucznie utrzymują zawyżone lub zaniżone kursy wymiany swoich walut (np. w przeszłości kraje tzw. demokracji ludowej, a obecnie Chińska Republika Ludowa)
- Koszty transportu niektórych produktów są relatywnie wysokie w stosunku do ich wartości lub też ich transport jest fizycznie niemożliwy. Na przykład hamburgery w restauracjach McDonald’sa, mimo że na całym świecie są identyczne, muszą być przyrządzane lokalnie i niemożliwe jest np. sprzedanie w restauracji w Nowym Jorku Big Maca przyrządzonego w Chinach. Ponieważ koszty przyrządzenia Big Maca są różne w różnych miejscach na świecie ten sam towar ma wiele różnych cen.

## Amortyzacja wstrząsów
Amortyzacja wstrząsów to jeden ze skutków działania prawa jednej ceny. W przypadku wzrostu popytu na rynku krajowym niedobór rynkowy można uzupełnić zwiększeniem importu. W efekcie cena produktu nie wzrośnie, a konsumenci będą mogli nabyć większą ilość danego produktu, niż miałoby to miejsce na zamkniętym rynku krajowym. Prawo jednej ceny łagodzi wstrząsy wewnętrzne, wzmacniając jednak wpływ zakłóceń globalnych.